# (5663) McKeegan
(5663) McKeegan (1981 EQ12) – planetoida z pasa głównego asteroid okrążająca Słońce w ciągu 3,7 lat w średniej odległości 2,39 j.a. Odkryta 1 marca 1981 roku.